# Ahmad Rawi
Ahmad Rawi (5 de agosto de 2000) es un deportista egipcio que compite en taekwondo.
Ganó dos medallas en los Juegos Panafricanos de 2023 y tres medallas en el Campeonato Africano de Taekwondo entre los años 2021 y 2023.

## Palmarés internacional
| Juegos Panafricanos | Juegos Panafricanos      | Juegos Panafricanos | Juegos Panafricanos |
| Año                 | Lugar                    | Medalla             | Categoría           |
| ------------------- | ------------------------ | ------------------- | ------------------- |
| 2023                | Acra (Ghana)             | Medalla de oro      | –87 kg              |
| 2023                | Acra (Ghana)             | Medalla de plata    | Equipo mixto        |
| Campeonato Africano |                          |                     |                     |
| Año                 | Lugar                    | Medalla             | Categoría           |
| 2021                | Dakar (Senegal)          | Medalla de plata    | –87 kg              |
| 2022                | Kigali (Ruanda)          | Medalla de oro      | –87 kg              |
| 2023                | Abiyán (Costa de Marfil) | Medalla de plata    | –87 kg              |